# About Schmidt (Film)
About Schmidt ist eine Tragikomödie aus dem Jahr 2002 von Regisseur Alexander Payne mit Jack Nicholson in der Hauptrolle. Das Drehbuch basiert lose auf dem gleichnamigen Roman von Louis Begley (deutscher Buchtitel: Schmidt).

## Handlung
Der 66-jährige Warren Schmidt hat gerade seinen letzten Arbeitstag bei der Versicherungsgesellschaft Woodmen of the World in Omaha, wo er zuletzt als Abteilungsleiter und Aktuar beschäftigt war. Am Abend trifft man sich in einem Lokal zu einer unpersönlichen Abschiedsfeier, wo ihm sein junger Nachfolger Gary versichert, dass er jederzeit im Büro vorbeikommen kann, da man gerne von seinem Fachwissen profitieren würde. Als er dies tatsächlich macht, wird er höflich abgewiesen und ihm klargemacht, dass er nicht mehr gebraucht wird. Beim Hinausgehen bemerkt er zudem, dass seine sorgfältig sortierten Akten alle auf dem Müll gelandet sind.
Nun sieht sich Warren als Rentner mit all den Dingen konfrontiert, mit denen er sich während seiner Arbeitszeit kaum beschäftigen musste, wie zum Beispiel mit seiner Frau Helen, mit der er bereits 42 Jahre verheiratet ist, oder mit zu viel Zeit, mit der er nichts anzufangen weiß.
Um sich dem immer stärker auftretenden Gefühl der Nutzlosigkeit entgegenzustellen, übernimmt er eine im Fernsehen beworbene Patenschaft über das Kinderhilfswerk Plan International für einen sechsjährigen tansanischen Jungen namens Ndugu, dem er, wie von der Vermittlungsorganisation empfohlen, Briefe schreibt, in denen er private Geschehnisse dokumentiert. Die Briefe an Ndugu werden für Warren zu einer Art Lebensbeichte und Schreibtherapie. In einem Brief gesteht Warren, dass ihm seine Frau oft fremd vorkommt und ihn inzwischen fast alles an ihr stört.
Als Warrens Frau kurz darauf unerwartet an einem Blutgerinnsel im Gehirn stirbt, gerät sein Leben aus den Fugen. Mit seiner Tochter Jeannie bekommt er Streit, da sie ihm vorwirft, er sei gegenüber seiner Frau zu geizig gewesen und habe nun auch für die Beerdigung nur einen billigen Sarg ausgewählt. Jeannie ist mit ihrem Verlobten, dem schlichten Wasserbettenverkäufer Randall Hertzel, zur Beisetzung angereist. Hertzel, den Warren innerlich ablehnt, berichtet Warren, dass er plane, mit einem Schneeballsystem viel Geld zu verdienen. Warren nimmt dies nur zur Kenntnis.
Warren erfährt zudem von einer früheren Affäre seiner Frau mit seinem besten Freund Ray, was ihn endgültig aus der Bahn wirft. Langsam verwahrlost er, achtet nicht mehr auf sein Äußeres und räumt die Wohnung nicht mehr auf.
Eines Tages macht er sich mit dem Wohnmobil, das er auf Wunsch seiner Frau noch kurz vor deren Tod angeschafft hat, auf den Weg zu seiner Tochter in Denver, die dort bald den Wasserbettenverkäufer heiraten will. Als er sie unterwegs freudig anruft, um seine Ankunft anzukündigen, macht diese ihm klar, dass man ihn jetzt nicht brauchen kann und er doch bitte wie verabredet erst zwei Tage vor der Hochzeit anreisen soll. Stattdessen macht er sich nun auf die Reise zu den Orten seiner Jugend und fährt in seinen Geburtsort Holdrege und zur University of Kansas nach Lawrence, wobei er bei den Personen, die er anspricht, auf Desinteresse stößt.
Nach einem touristischen Abstecher nach Broken Bow und North Platte freundet sich Warren auf einem Campingplatz mit dem jüngeren Ehepaar Rusk an. Als er die Freundlichkeit der Frau missversteht und sie unvermittelt küsst, wirft sie ihn vor Entsetzen aus dem Wohnmobil. Warren verlässt nach diesem Vorfall sofort den Campingplatz und beschließt, seiner Frau und Ray den Ehebruch zu verzeihen.
Schließlich in Denver angekommen, lebt er bei Hertzels Mutter Roberta. Nach einem Abendessen zusammen mit seiner Tochter, Hertzel, dessen Bruder und seinem geschiedenen Vater und dessen zweiter Frau versucht er, seine Tochter von der Ehe abzubringen, da er die ganze Hertzel-Familie für vollkommen unpassend und niveaulos hält. Seine Tochter macht ihm jedoch klar, dass er ihre Entscheidung zu akzeptieren hat, andernfalls könne er sofort wieder zurückfahren. In der Nacht vor der Hochzeit versucht Hertzels Mutter, Warren zu verführen, was er jedoch sofort abblockt. Die Heirat findet statt. Schmidt bezwingt seinen Ärger und hält eine ausgesprochen freundliche Rede auf den Bräutigam und seine Familie.
Auf dem Heimweg macht er kurz in Kearney halt und besucht dort das „Great Platte River Road Archway Monument“, ein zu Ehren der Pioniere erbautes Museum. Wieder zu Hause, gesteht er sich ein, dass sein Leben für seine Mitmenschen unwichtig erscheinen muss. Seine durch die Pensionierung hervorgerufene Krise findet in dieser Einsicht ihren Höhepunkt. Als er die Post aus dem Briefkasten holt, findet er darin einen Brief aus Tansania. Eine Ordensschwester, welche sein Patenkind betreut, schreibt ihm darin, dass Ndugu zwar keinen seiner Briefe lesen konnte, weil er erst sechs Jahre alt sei. Aber er habe ihm als Zeichen seiner Dankbarkeit ein Bild gemalt. Warren bricht darüber vor Freude in Tränen aus und erkennt, dass er in seinem Leben doch etwas bewirken konnte.

## Synchronisation
Die deutsche Synchronbearbeitung entstand bei der R.C. Production Rasema Cibic in Berlin. Das Dialogbuch verfasste Klaus Bickert, Synchronregie führte Joachim Tennstedt. Joachim Kerzel erhielt als deutsche Stimme von Jack Nicholson den Deutschen Preis für Synchron in der Kategorie Herausragende männliche Synchronarbeit.
| Rolle              | Darsteller      | Synchronsprecher    |
| ------------------ | --------------- | ------------------- |
| Warren R. Schmidt  | Jack Nicholson  | Joachim Kerzel      |
| Jeannie Schmidt    | Hope Davis      | Claudia Lehmann     |
| Roberta Hertzel    | Kathy Bates     | Regina Lemnitz      |
| Gary Nordin        | Matt Winston    | Nicolas Böll        |
| Helen Schmidt      | June Squibb     | Christel Merian     |
| John Rusk          | Harry Groener   | Uwe Büschken        |
| Larry Hertzel      | Howard Hesseman | Klaus Sonnenschein  |
| Randall Hertzel    | Dermot Mulroney | Charles Rettinghaus |
| Randalls Trauzeuge | James M. Connor | Jörg Hengstler      |
| Vicki              | Connie Ray      | Cornelia Meinhardt  |
| Ray                | Len Cariou      | Jochen Schröder     |

## Hintergrund
- Die Szene, in der man Warren in der Badewanne sieht, wie er beim Schreiben eines Briefes eingeschlafen ist, sollte an das Gemälde Der Tod des Marat von Jacques-Louis David erinnern.
- Im englischen Original erzählt Warren, seine Tochter Jeannie spreche ziemlich gut Deutsch. In der deutschen Synchronisation wurde daraus Italienisch.
- Neben dem tatsächlich existierenden Kinderhilfswerk Plan International ist auch Woodmen of the World eine real existierende Versicherungsgesellschaft, in deren Büro-Hochhaus, dem Woodmen Tower in Omaha, Nebraska auch gedreht wurde.

## Kritiken
- Tobias Kniebe schrieb in der Süddeutschen Zeitung: „Es wird also um diesen Mann gehen: ‚About Schmidt‘. Das könnte komisch werden, was der Regisseur Alexander Payne zum Beispiel dadurch suggeriert, wie Schmidt die letzten Sekunden absitzt. Es könnte tragisch werden, alles grau in grau, endlos erstreckt sich der Mittlere Westen, und mittendrin ein kleiner Mann – klein im umfassendsten menschlichen Sinn. Ein Regisseur und ein Superstar, die sich noch einmal über die amerikanische Provinz lustig machen? Braucht kein Mensch. Ein Nachwuchs-Arthur-Miller, der noch einmal eine Maus im Laufrad des Kapitalismus zeigt, zu Tode gehetzt von den Lügen des amerikanischen Traums? Auch nicht so spannend. So bangt man in den nächsten Szenen, schon restlos von Nicholson fasziniert, in welche Richtung der Film sich entwickeln wird. Und wunderbarer Weise hält Alexander Payne seine Absichten magisch in der Schwebe, er wird ultrakomisch sein und unendlich traurig – aber auch das ganz unauffällig.“[4]

- Michael Haberlander schrieb auf artechock.de: „About Schmidt ist ein sehr untypischer, zutiefst menschlicher (allerdings im Sinne von realistisch und nicht von human), meist amüsanter und stellenweise tragischer Film. Es ist erfreulich, einmal nicht nur junge, gesunde, erfolgreiche und clevere Menschen zu sehen oder das Klischee des jung gebliebenen, weisen, aktiven und wohlhabenden »älteren Mitbürgers« vorgesetzt zu bekommen. […] In vielerlei Hinsicht ist About Schmidt auch ein sehr mutiger Film. Nicht nur weil er sich des Standards der Schönen und Erfolgreichen verweigert, sondern vor allem auch deshalb, weil er bis zum Schluß eine derart negative und hoffnungslose Stimmung zeigt, wie man sie sonst eigentlich nur aus dem sozialkritischen Kino Englands kennt, mit dem entscheidenden Unterschied aber, dass hier die Schuld für die vorliegende Misere nicht bei dem »System«, der Politik oder der Gesellschaft, sondern bei den (Mit)Menschen gesucht und gefunden wird.“[5]

- Harald Fricke schrieb in Die Tageszeitung: „Payne lässt Nicholson viel Raum, damit diese Verwandlung nicht bloß wieder zu einer Parodie auf das Scheitern des american way of life gerät. Vielleicht zu viel, wenn man bedenkt, dass Cathy Bates als Mutter des künftigen Schmidt-Schwiegersohnes in wenigen Minuten rasant durchspielen muss, wie sich ein Ex-Hippie-Chick aus der Woodstock-Ära heute so fühlen muss zwischen Naturkost, gebatikter Selbstverwirklichung und Alterssex im Whirlpool. Nicholson dagegen hat in ‚About Schmidt‘ alle Zeit der Welt, wenn er einsam in seinem Winnebago auf einen letzten Roadtrip geht oder regungslos mit ansieht, wie seine Versicherungsakten – die Bilanz eines Arbeitslebens – nach vollzogener Pensionierung auf den Sperrmüll wandern. Dass er nicht weiß, was er aus solchen Momenten lernen soll, ist wiederum eine der tief traurigen Einsichten, die Paynes Verfilmung und Begleys Buch miteinander teilen. Er könnte brüllen, sogar heulen, doch Nicholson bleibt stumm bis zum Schluss. Erst in der allerletzten Filmminute löst sich die innere Umkrampfung.“[6]

## Auszeichnungen
- Oscarverleihung 2003:
  - Nominierung Bester Hauptdarsteller (Jack Nicholson)
  - Nominierung Beste Nebendarstellerin (Kathy Bates)
- Golden Globe Awards 2003:
  - Gewinner Bester Hauptdarsteller – Drama (Jack Nicholson)
  - Gewinner Bestes Filmdrehbuch (Alexander Payne und Jim Taylor)
  - Nominierung Bester Film – Drama
  - Nominierung Beste Regie (Alexander Payne)
  - Nominierung Beste Nebendarstellerin (Kathy Bates)
- 23. London Critics’ Circle Film Award 2003
  - Gewinner Bester Film 2002
- Deutscher Preis für Synchron 2003:
  - Gewinner in der Kategorie „herausragende männliche Synchronarbeit“ (Joachim Kerzel)
  - Nominierung in der Kategorie „herausragende weibliche Synchronarbeit“ (Regina Lemnitz) und „herausragende Synchron-Regie“ (Joachim Tennstedt)[7]

Die Deutsche Film- und Medienbewertung FBW in Wiesbaden verlieh dem Film das Prädikat besonders wertvoll.